# Chrysiridia croesus
Chrysiridia croesus är en fjärilsart som beskrevs av Gerstaecker 1871. Chrysiridia croesus ingår i släktet Chrysiridia och familjen Uraniidae. Inga underarter finns listade i Catalogue of Life.